# 류신유
류신유(중국어 간체자: 刘心悠, 정체자: 劉心悠, 병음: Liú Xīnyōu, 한자음: 유심유, 영어: Annie Liu 애니 류[*], 1981년 4월 1일 ~ )는 중화민국 출신의 영화 배우이자 모델이다. 타이완 타이베이 현(현재의 신베이시)에서 태어나 캐나다에서 공부했고 현재는 홍콩에서 배우 활동 중이다.

## 작품 목록
- 에스 파트너
- 구룡불패: 청룡출수의 전설 - 왕멩치 역